# 加拿大鮑爾集團
加拿大鮑爾公司（英語：Power Corporation of Canada，TSX：POW）是於1925年由亞瑟·詹姆斯·內斯比特和彼得·湯普森創立的一家專門投資公司。業務在北美洲、歐洲及亞太區投資媒體、造紙及金融服務企業，曾在30年代投資公用事業，後來在1960年代將非核心業務出售給殼牌石油。鮑爾集團在1980年代中國改革開放之初就來到中國投資，並自稱与中国许多领导人包括薄熙来家族保持了良好的关系。
加拿大鮑爾集團股份有限公司持有格西卡公司（全資擁有）、鮑爾金融集團股份有限公司（持有66.4%股權）、中信泰富（持有7.1%股權）、華夏基金管理（持有27,8%股權）等；与多位加拿大前总理关系良好。